# Sèrra de Horno
La Sèrra de Horno és una serra situada al municipi de Vielha e Mijaran a la comarca de la Vall d'Aran, amb una elevació màxima de 2.516 metres.